# Даг Форд
Даг Форд (енгл. Doug Ford; Етобико, 20. новембар 1964) је канадски политичар и бизнисмен који је 26. и актуелни премијер Онтарија од јуна 2018. и лидер Прогресивне конзервативне партије Онтарија од марта 2018. године. Он представља торонтску изборну јединицу Северни Етобико у Законодавној скупштини Онтарија.
Са својим братом Рендијем, Форд је сувласник компаније Деко лејбелс (енгл. Deco Labels), штампарије која послује у Канади и САД коју је основао њихов отац, Даг Форд старији, који је био члан покрајинског парламента од 1995. до 1999. године. Форд је био градски одборник Торонта за северно-етобишку изборну јединицу Вард 2 од 2010. до 2014. у исто време када је његов брат Роб Форд био градоначелник Торонта. Форд се кандидовао за изборе за градоначелника Торонта 2014, где је био други иза Џона Торија. Форд је 2018. победио на изборима за вођство странке у Прогресивно конзервативној партији Онтарија и довео странку до већинских победа на општим изборима 2018. и 2022. године.